# Dolichopeza (Dolichopeza) nokensis
Dolichopeza (Dolichopeza) nokensis is een tweevleugelige uit de familie langpootmuggen (Tipulidae). De soort komt voor in het Australaziatisch gebied.